# 劉世埏
劉世埏（？—1585年），字敬脩，號慎斋，浙江嘉興府海鹽縣人，民籍，明朝政治人物。

## 生平
萬曆四年（1576年）丙子科順天府鄉試第七名，萬曆五年（1577年）聯捷丁丑科會試第一百五十六名，登三甲第十二名進士。授行人司行人，萬曆十年升南京刑部河南司主事，十三年卒。

## 家族
曾祖劉滂，封文林郎知縣；祖父劉术，曾任工部主事 贈承德郎南京工部主事；父劉炌，曾任貴州按察司按察使。母錢氏（封安人）。具庆下。养子祖镇，侧室沈氏生祖钟。